# Ricorda Maggie Rose
Ricorda Maggie Rose (Along came a spider) è un thriller dello scrittore statunitense James Patterson pubblicato nel 1993. È il primo capitolo della serie sul detective/psicologo Alex Cross. Dal romanzo è stato tratto nel 2001 il film Nella morsa del ragno, diretto da Lee Tamahori e interpretato da Morgan Freeman, nei panni di Alex Cross, e Monica Potter, in quelli della detective Jezzie Flanagan.

## Trama
In una scuola di Washington per persone facoltose vengono rapiti due bambini, Maggie Rose e Michael Goldberg. Si scopre subito che il rapitore è l'insegnante di matematica della scuola, Gary Soneji. Questo rapimento getta nello sconforto i servizi segreti perché due agenti erano stati affidati ai due bambini rapiti, visto che il padre di uno dei due aveva ricevuto delle minacce da dei narcotrafficanti. Soneji, che ha come scopo quello di diventare importante, porta i due bambini in campagna. Visto che è una persona molto intelligente ha architettato tutto nei minimi dettagli; somministra dell'anestetico alle vittime e poi le rinchiude sottoterra in attesa di chiedere il riscatto. Purtroppo uno dei due bambini muore e viene trovato in un fiume poco tempo dopo.
Nel frattempo Alex Cross, detective della squadra omicidi e psicologo, viene trasferito dai casi di cui si stava occupando, degli omicidi di alcuni neri delle periferie della città, a questo caso più importante su espressa richiesta del sindaco. In compagnia del fidato amico d'infanzia Sampson il detective inizia le indagini, ma viene ostacolato dal suo capo, Pittman, con cui non ha proprio un buon rapporto.
Poco tempo dopo il malvivente chiede un riscatto alla famiglia della bambina, dieci milioni di dollari, e così polizia e FBI si mettono subito in moto per pagare. Qui Cross conosce un'attraente collega, Jezzie Flangan, con la quale inizia una storia, la prima dopo la morte di sua moglie Maria avvenuta tre anni prima. Quando arrivano le disposizioni per pagare il riscatto, nel biglietto viene chiesto espressamente che a consegnarlo debba essere Cross. Così tutti si recano nel luogo prestabilito, Disneyland in Florida, dove però il ricattatore cambia le carte in tavola e decide di cambiare il luogo del pagamento. Intima a Cross di seguirlo e lo conduce ad un aereo, che proprio il ricattatore guida fino ad un'isola. Qui aspettano un paio d'ore e poi tornano indietro, per creare confusione. Il ricattatore (che secondo Cross è un intermediario) una volta arrivati prende il riscatto e scappa, ma Cross rompe il sedile a cui era stato ammanettato. Proprio quando il detective riesce a fermare l'uomo, una seconda persona gli dà una botta in testa facendolo svenire.
Dopo questo fallimento, che viene addossato interamente a Cross, il caso viene tolto al detective, che viene assegnato nuovamente ai delitti dei quartieri popolari. In uno di questi viene trovata, come se fosse lasciata appositamente dall'assassino, una scarpa di Maggie. Le dinamiche di questo omicidio sono però uguali a quelle dei neri descritte all'inizio del romanzo e così Cross riesce a capire che è stato proprio Soneji a commetterli. Parte così, nuovamente, la caccia all'uomo e, grazie alla testimonianza di una vicina di una delle famiglie assassinate, si arriva ad un nuovo nomeː Gary Murphy, un mite abitante di una cittadina di campagna.
Cross, accompagnato da Sampson e altri agenti, si muove per arrestarlo, ma quando arriva Gary Murphy è già scappato. Negli attimi seguenti alla fuga Murphy, in un delirio di onnipotenza, entra in un McDonald's e sequestra tutte le persone all'interno, uccidendone un paio, essendo convinto che, grazie alla sua intelligenza superiore sarebbe riuscito a scappare. Per fortuna non è così e, grazie pure all'intervento di Cross, Gary Soneji/Murphy viene arrestato.
In carcere però Soneji/Murphy sembra un'altra persona, docile e gentile, e così Cross inizia le sue sedute col detenuto in qualità di psicologo, nonostante la burocrazia ed i suoi superiori sembrino far di tutto per impedirglielo. Soneji/Murphy accetta anche di farsi ipnotizzare e, in questa occasione, Cross scopre quella che sembrerebbe essere una doppia personalità, come dottor Jekyll e mister Hyde, una buona e tranquilla ed una cattiva, tormentata dall'idea di diventare famoso e vittima del proprio passato.
Durante questo periodo, che dura più o meno un anno, Cross coltiva anche la sua storia con Jezzie, che diventa ormai un punto fisso nella sua vita, al quale confidare i propri problemi e i propri dubbi riguardo al caso, che continua ad ossessionare Cross nonostante sia stato chiuso. Infatti Maggie Rose non è ancora stata trovata.
Nel processo a Soneji/Murphy Cross viene chiamato dalla difesa in qualità di testimone e gli viene chiesto un resoconto delle sue sedute con l'imputato, il profilo psicologico che ha elaborato e di ipnotizzarlo durante una seduta del processo perché era Gary Soneji il colpevole, non Gary Murphy. Nonostante l'ipotesi della doppia personalità sia sempre più accreditata Soneji/Murphy viene considerato colpevole e viene rinchiuso in carcere. Dopo un po' di tempo Cross viene chiamato a casa e gli viene riferito che Gary Soneji voleva parlare con lui, cosa che non era mai successa perché lui aveva sempre parlato col docile Gary Murphy. Arrivato li Gary Soneji gli confessa che la sua era stata pura recitazione, gli racconta i dettagli del suo piano e gli rivela che Maggie Rose gli era stata portata via, così come non era stato lui a ritirare il riscatto.
Cross non rimane sconcertato da queste dichiarazioni perché nella dichiarazione della vicina che aveva portato alla cattura di Soneji/Murphy questa aveva parlato espressamente di due persone. Così, indagando negli archivi dell'FBI, Cross scopre che le persone che aveva rubato Maggie Rose a Gary Soneji non erano altro che Jezzie e uno dei due agenti che avevano la custodia dei due bambini. Quello che mancano a Cross sono però le prove effettive e così, con la scusa di scappare un po' dalla faticosa routine, porta Jezzie alle Isole Verdi e qui le confida che sa ciò che ha fatto. Jezzie si sente presa in contropiede ma, visto nell'isola dove si trova non c'è nessuno eccetto loro, gli racconta che erano rimasti tentati dai 10 milioni del riscatto e che sapevano già dove Soneji/Murphy teneva i ragazzi perché i due agenti avevano già notato l'insegnante durante i turni di sorveglianza e l'avevano tenuto d'occhio. Cross però si era organizzato e così, da un gruppo di piante, spunta Sampson che aveva registrato la loro conversazione. Jezzie e il suo complice vengono arrestati, con le accuse del sequestro di Maggie Rose, dell'omicidio dell'intermediario e dell'ultima persona, che era stata ingiustamente attribuita a Soneji.
I colpi di scena non finiscono qui infatti Soneji riesce a scappare dal carcere, aiutato da una guardia che aveva manipolato, ed è più che deciso di farla pagare ad Alex Cross. Così inizia ad appostarsi davanti a casa sua ed una sera, quasi due settimane dopo, decide di colpire. Riesce a prendere di sorpresa l'agente che però ha dei buoni riflessi, oltre che un buon fisico, e riesce a colpire e far scappare Soneji, che l'aveva colpito alla schiena con un pugnale. I dolori non impediscono a Cross di voler far finita questa storia e così parte alla ricerca del pazzo. Una volta localizzato, riesce a catturarlo anche grazie all'aiuto di Sampson.
Grazie alle confessioni di Jezzie e dell'agente, che vengono entrambi condannati a morte, Cross riesce a recuperare Maggie Rose in una fattoria dove era stata portata dai due agenti dei servizi segreti perché i proprietari, che sfruttavano già altri bambini, la tenessero li a lavorare nei campi.